# Грб Ненеције
Грб Ненеције је званични симбол једног од субјеката Руске федерације са статусом аутономног округа — Ненеције. Грб је званично усвојен 4. октобра 2007. године.

## Опис грба
Грб Ненеције је француски хералдичи штит чије је поље подјељено на сребрено и зелено, а на прелазу се налази азурно-плави лопта у чијој унутрашњости је сребрни пламен. Изнад лопте на бијелом пољу се налазе стилизовани рогови (познати у локалној хералдици), док су испод лопте исти такви у бијелој боји на зеленом пољу. Оба пара рогова су окренути према лопти.
Штит је крунисан златном круном окружен са двије траке: лијево (хералдички десно) је лента Ордена пријатељства народа, док је десно (хералдички лијево) лента Ордена рада црвене заставе.